# Ammalo violitincta
Ammalo violitincta är en fjärilsart som beskrevs av Rothschild 1922. Ammalo violitincta ingår i släktet Ammalo och familjen björnspinnare. Inga underarter finns listade i Catalogue of Life.